# 9014 Святоріхтер
9014 Святоріхтер (9014 Svyatorichter) — астероїд головного поясу, відкритий 22 жовтня 1985 року.
Тіссеранів параметр щодо Юпітера — 3,541.